# 1481.
◄ | 14. stoljeće | 15. stoljeće | 16. stoljeće | ►
◄ | 1450-ih | 1460-ih | 1470-ih | 1480-ih | 1490-ih | 1500-ih | 1510-ih | ►
◄◄ | ◄ | 1478. | 1479. | 1480. | 1481. | 1482. | 1483. | 1484. | ► | ►►
Arhitektura • Astronomija • Glazba • Knjige • Književnost • Kršćanstvo • Medicina • Pravo • Promet • Slikarstvo • Znanost

## Smrti
- 21. svibnja – Kristijan I., kralj Danske i Norveške

## Vanjske poveznice
|  | Zajednički poslužitelj ima još gradiva o temi 1481. |